# Pierre Palmier
Pour les articles homonymes, voir Palmier (homonymie).
 (novembre 2023).
Si vous disposez d'ouvrages ou d'articles de référence ou si vous connaissez des sites web de qualité traitant du thème abordé ici, merci de compléter l'article en donnant les références utiles à sa vérifiabilité et en les liant à la section « Notes et références ».
Pierre Palmier, mort  le 8 août 1555,  est un prélat français  du XVIe siècle .  Sa famille est originaire du royaume de Naples, mais elle habite déjà plusieurs temps à Lyon et possède des riches terres dans le Viennois.  Son frère Pierre est vice-bailli.
Palmier est doyen du chapitre de Saint-Maurice à Vienne et abbé de Rebais, quand il est élu archevêque de Vienne. Il fait venir auprès de lui plusieurs doctes personnages tels son cousin Jean Palmier, prédicateur, et le philologue Guillaume Postel. Il est mécène des médecins Jean Perelle et Michel Servet. Il voit l'achèvement de la cathédrale  Saint-Maurice de Vienne.